# Iris lacustris
Iris lacustris är en irisväxtart som beskrevs av Thomas Nuttall. Iris lacustris ingår i släktet irisar, och familjen irisväxter. Inga underarter finns listade i Catalogue of Life.

## Bildgalleri

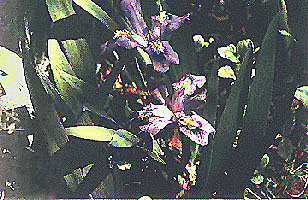